# Чрезвычайные палаты в судах Камбоджи
Чрезвыча́йные пала́ты в суда́х Камбо́джи (англ. Extraordinary Chambers in the Courts of Cambodia, фр. Chambres extraordinaires au sein des tribunaux cambodgiens, кхмер. អង្គជំនុំជម្រះវិសាមញ្ញក្នុងតុលាការកម្ពុជា; полностью Чрезвычайные палаты в Судах Камбоджи для преследования за преступления, совершенные в период Демократической Кампучии; сокращённо ЧПСК; также известен как Процесс над Красными кхмерами) — специализированный орган, созданный в результате соглашения между правительством Камбоджи и Организацией Объединённых Наций для уголовного преследования лидеров красных кхмеров.
ЧПСК является смешанным (гибридным) уголовным судом, поскольку он был создан совместно Королевским правительством Камбоджи и ООН, но формально остаётся независимым от них. Заседания Трибунала, в соответствии с мандатом, проводятся в Камбодже с участием как местных судей, так и международных, которые необходимы, в первую очередь, для того, чтобы правильно и целостно применять международные стандарты правосудия.
Юрисдикция Чрезвычайных палат распространяется на серьёзные нарушения камбоджийского уголовного права, международного гуманитарного права и обычаев, нарушения международных конвенций, признанных Камбоджей, которые были совершены в период с 17 апреля 1975 года по 6 января 1979 года. Это включает в себя преступления против человечности, военные преступления, геноцид, а также некоторые преступления, предусмотренные Уголовным кодексом Камбоджи 1956 года (убийство, пытки и преследования за религиозные убеждения).
Главной целью Чрезвычайных палат является восстановление справедливости в отношении камбоджийского народа и населения, которые стали жертвами политики режима красных кхмеров в период с апреля 1975 года по январь 1979 года; привлечение к ответственности высокопоставленных руководителей Демократической Кампучии и реабилитация всех жертв.

## Создание
В 1997 году Королевское правительство Камбоджи обратилось с просьбой к Генеральному секретарю Организации Объединённых Наций о создании независимого судебного разбирательства в отношении высокопоставленных руководителей красных кхмеров и привлечения их к ответственности за совершение актов геноцида и преступлений против человечности в период с 1975 по 1979 год. В 1998 году Генеральным секретарём ООН была сформирована Группа экспертов для изучения существующих доказательств и их оценки в целях установления возможности привлечения к суду руководителей красных кхмеров. После изучения всех обстоятельств в 1999 году Группа экспертов представила доклад, в котором указала, что в Камбодже отсутствует достаточное количество квалифицированных юридических кадров, а население недоверчиво относится к местной правоохранительной системе, поэтому создание специального суда с международным участием сможет обеспечить в стране установление законности и справедливости.
После длительных переговоров соглашение между правительством Камбоджи и ООН о создании специального суда было достигнуто и подписано 6 июня 2003 года после одобрения его Генеральной Ассамблеей. Данное соглашение предусматривало правовую основу, принципы и варианты сотрудничества по привлечению к суду ответственных лиц в период диктатуры красных кхмеров.
Для Трибунала было выделено два здания, принадлежавших Королевским вооружённым силам Камбоджи, на окраине Пномпеня ближе к провинции Кандаль.
Правительство Камбоджи заявило, что в связи с нехваткой финансовых средств оно не сможет в полном объёме профинансировать деятельность суда и заниматься его материально-технической поддержкой. Поэтому дополнительные расходы по финансовому обеспечению взяли на себя Канада, Индия и Япония.
В марте 2006 года Генеральный секретарь ООН Кофи Аннан предложил список из семи международных судей для включения их в состав ЧПСК. В мае 2006 года министр юстиции Ан Вон Ватана объявил, что Верховный совет магистратуры Камбоджи назначил 30 камбоджийских судей и утвердил список международных судей, предложенных ООН, в состав ЧПСК и готов начать процесс над лидерами красных кхмеров. Судьи были приведены к присяге в начале июля 2006 года.
Первый судебный процесс (по обвинению Канга Как Иеу) начался в феврале 2009 года.

## Структура
Согласно соглашению между Камбоджей и ООН, трибунал состоит как из местных, так и международных судей. В связи с тем, что Камбоджа унаследовала основные черты французской правовой системы, будучи прежде её колонией, в деятельности трибунала применена та же модель, что и во Франции — предварительным расследованием дела занимаются специальные следственные судьи (один камбоджийский и один международный), которые совместно решают, имеются ли в действиях подозреваемых лиц состав преступления, рассматривают предварительные обвинения и представляют материалы дела для рассмотрения по существу в Судебную палату.
ЧПСК состоит из Судебной палаты и Палаты Верховного суда, являющиеся основными судебными звеньями, а также Палаты предварительного производства, которая на стадии предварительного расследования дела разрешает споры между обвинителями или следственными судьями, если у них имеются расхождения в правильности квалификации деяний подсудимых. Палата предварительного производства и Судебная палата состоят из трёх камбоджийских и двух международных судей, в то время как Палата Верховного суда состоит из четырёх камбоджийских судей и трёх международных судей. Палата Верховного суда является апелляционной и последней инстанцией.
Все международные судьи назначаются Верховным советом магистратуры Камбоджи из списка кандидатов, выдвинутых Генеральным секретарем ООН. Также имеются резервные судьи, которые могут быть призваны к рассмотрению дела в случае возникновения непредвиденной ситуации. Полномочия судей не прекратятся, пока Трибунал не завершит свою работу.

### Палата Верховного суда
| Судья                     | Страна    |
| ------------------------- | --------- |
| Мотоо Нагути              | Япония    |
| Чандра Нихаль Джасингх    | Шри-Ланка |
| Агнешка Клоновицка-Миларт | Польша    |
| Конг Срим (Председатель)  | Камбоджа  |
| Сом Серевут               | Камбоджа  |
| Монг Моничария            | Камбоджа  |
| Я Нарин                   | Камбоджа  |
| Флоренс Мамба (резервный) | Замбия    |
| Син Рит (резервный)       | Камбоджа  |

### Судебная палата
| Судья                    | Страна         |
| ------------------------ | -------------- |
| Сильвия Картрайт         | Новая Зеландия |
| Жан-Марк Лаверне         | Франция        |
| Нил Нонн (Председатель)  | Камбоджа       |
| Ю Оттара                 | Камбоджа       |
| Я Сокхан                 | Камбоджа       |
| Клаудия Фенц (резервный) | Австрия        |
| Тоу Мони (резервный)     | Камбоджа       |

### Палата предварительного производства
| Судья                        | Страна           |
| ---------------------------- | ---------------- |
| Роуэн Даунинг                | Австралия        |
| Чон Чханхо                   | Республика Корея |
| Прак Кимсан (Председатель)   | Камбоджа         |
| Хуот Вути                    | Камбоджа         |
| Ней Тхол                     | Камбоджа         |
| Пен Пичсали (резервный)      | Камбоджа         |
| Стивен Дж. Бвана (резервный) | Танзания         |

## Юрисдикция и применимое право
Закон об учреждении Чрезвычайных палат в судах Камбоджи установил закрытый перечень преступлений, по которым суд обладает полной предметной юрисдикцией:
- преступления, предусмотренные Уголовным кодексом Камбоджи 1956 года (убийства, пытки и преследования за религиозные убеждения);
- преступления, предусмотренные Конвенцией о геноциде;
- общие преступления против человечности (определены в Римском статуте Международного уголовного суда 1998 года);
- серьёзные нарушения Женевских конвенций (военные преступления);
- нарушение Конвенции о защите культурных ценностей в случае вооруженного конфликта;
- преступления против дипломатов, совершенные при обстоятельствах, запрещенных Венской конвенцией о дипломатических сношениях.

К суду могут быть привлечены только высокопоставленные руководители Демократической Кампучии и иные лица, которые несут наибольшую ответственность за преступления, совершенные в период с 17 апреля 1975 года по 6 января 1979 года на территории Камбоджи.
В случае, если обвиняемое лицо будет признано судом виновным, то оно может быть приговорено только к тюремному заключению или конфискации имущества. ЧПСК, как и все другие трибуналы, учреждённые при участии ООН, не имеет право применять смертную казнь.

## Список обвиняемых
С начала деятельности Чрезвычайных палат только пять человек из числа бывших лидеров красных кхмеров были обвинены судом за геноцид, преступления против человечности и военные преступления. Из них в настоящее время только трое — Нуон Чеа («брат номер два»), Кхиеу Сампхан («брат номер пять») и Канг Кек Иеу — признаны виновными и приговорены к пожизненному заключению.
Рассмотрение дела в отношении Иенг Тирит было приостановлено c августа 2012 года, поскольку она в силу своего заболевания (болезнь Альцгеймера) не могла предстать перед судом. Судебный процесс так и не был продолжен, 22 августа 2015 года она скончалась. В связи с этим, дело было прекращено.
14 марта 2013 годы бывший министр иностранных дел Демократической Кампучии Иенг Сари также скончался, не дождавшись приговора суда, дело в отношении него прекращено.
| Имя           | Фото | Обвинение предъявлено | ПКП | ПГ | ПЧ | ВП | УКЦ | ПД | Переданы в ЧПСК  | Текущий статус | ОЗ     |
| ------------- | ---- | --------------------- | --- | -- | -- | -- | --- | -- | ---------------- | --- | ------ |
| Канг Кек Иеу  |      | 31 июля 2007          | —   | —  | 8  | 5  | —   | —  | 31 июля 2007     | Приговорен к 35 годам заключения, позже приговор ужесточен до пожизненного лишения свободы. Скончался в тюрьме 2 сентября 2020 года. | [ 12 ] |
| Нуон Чеа      |      | 15 сентября 2010      | 3   | 2  | 12 | 6  | —   | —  | 19 сентября 2007 | Приговорён 7 августа 2014 к пожизненному заключению. Скончался в тюрьме по естественным причинам 4 августа 2019 года.                | [ 14 ] |
| Кхиеу Сампхан |      | 15 сентября 2010      | 3   | 2  | 12 | 6  | —   | —  | 19 ноября 2007   | Отбывает пожизненное заключение, приговорён 7 августа 2014                                                                           | [ 14 ] |
| Иенг Сари     |      | 15 сентября 2010      | 3   | 2  | 12 | 6  | —   | —  | 12 ноября 2007   | Скончался 14 марта 2013; дело прекращено                                                                                             | [ 14 ] |
| Иенг Тирит    |      | 15 сентября 2010      | 3   | 1  | 10 | 6  | —   | —  | 12 ноября 2007   | Скончалась 22 августа 2015; дело прекращено                                                                                          | [ 14 ] |